# 佐藤拓雄
佐藤 拓雄（さとう たくお、1968年〈昭和43年〉9月25日 - ）は、仙台放送のアナウンサー。

## 来歴・人物
神奈川県川崎市出身。東京都立国立高等学校、東北大学文学部文学科国文学専攻を卒業。1993年4月に入社。スポーツから報道まで幅広く担当した後、1997年から夕方ニュースのキャスター、2001年春からは土曜夕方放送の『CATCH』キャスターと、報道番組での活動が軸となった。『CATCH』終了後は男性アナの大量離脱もあって報道に加え再びスポーツや情報番組なども担当したが2005年10月より4年半ぶりに「FNN仙台放送スーパーニュース」キャスターに復帰。
趣味はデジタルカメラやパソコンなどを駆使して愛児の成長記録を作ること。夫人は同僚アナウンサーだった岡田明子（現・佐藤明子。結婚後、仙台放送やTBCテレビ・ラジオに出演歴あり）。
上述にもあるとおり2005年はスポーツ中継を主に担当し春の高校バレーや東北楽天ゴールデンイーグルス戦の実況を担当した。もっと以前には宮城県高校バスケットボール大会（ウインターカップ県代表決定戦）の実況も担当（現在は放送権なし）
2009年7月13日から8月末まで、在仙局の男性アナウンサーとしては初となる育児休暇を取得。2011年1月には『FNNスピーク』のローカルパートに出演開始、仕事に復帰した。また2012年1月からは『仙台放送スーパーニュース』のキャスターを再び担当した。
2011年3月の東日本大震災では報道特番のキャスターを務めたが、その内容が高い評価を受け2012年の『FNSアナウンス大賞』において大賞を受賞した。
2017年3月1日付けで広報部に異動した柳沢剛の後任でアナウンス部長に昇格した。
2024年4月1日付で報道部兼任となり、アナウンス部長を退任。
福島県郡山市が実父の地元という関係から仙台放送の公式ブログでもそのことが触れられている。

## 現在の担当番組
- 仙台放送NEWS

## 過去の担当番組
- FNNスピーク（ローカルパート）[1]
- FNN仙台放送スーパータイム[1]
- FNN仙台放送ザ・ヒューマン
- 仙台放送スーパーニュース
- CATCH（キャスター）
- ヨジテレビ!（レポーター）
- 夕やけTV編集局（サブ司会）
- スポーツ中継（春高バレー、楽天戦中継）